# Sparrenkreuz
Das Sparrenkreuz ist ein Heroldsbild in der Heraldik und gehört zu den  gemeinen Figuren.
Dargestellt wird im Wappen ein schwebender Sparren (das heißt, der Sparren ist im Schild frei und berührt keinen Schildrand), an dessen rechter oder linker Seite ein kurzer Querbalken den Sparren kreuzt. Wird der gekreuzte Teil an der Sparrenspitze gebrochen und nach unten verschoben, wird diese Figur als zerbrochener Kreuzsparren bezeichnet. Bei der Wappenbeschreibung ist immer die Seite zu erwähnen, auf der das Kreuzstück liegt.